# 1023 w polityce
Wydarzenia polityczne w 1023 roku.

## Wydarzenia
- Abd ar-Rahman V zostaje kalifem Kordoby[1].

## Zmarli
- Oda Dytrykówna, żona Mieszka I[2].